# 수소 (수학)
수소(數素, emirp)는 숫자를 거꾸로 읽어도 소수(素數)가 되지만, 회문 소수는 아닌 소수를 말한다.
수소는 다음과 같다.
13, 17, 31, 37, 71, 73, 79, 97, 107, 113, 149, 157, 167, 179, 199, 311, 337, 347, 359, 389, 701, 709, 733, 739, 743, 751, 761, 769, 907, 937, 941, 953, 967, 971, 983, 991, ... (OEIS의 수열 A006567).
회문 소수가 아닌 재배열 가능 소수는 수소이다. 2009년 11월 기준으로, 알려져 있는 가장 큰 수소는 2007년 10월에 옌스 쿠르즈 앤더센(Jens Kruse Andersen)이 발견한 1010006+941992101×104999+1이다.